# Guillaume Régamey
Guillaume Urbain Régamey, född den 22 september 1837 i Paris, död den 3 januari 1875, var en fransk målare. Han var son till Louis Pierre Guillaume Régamey samt bror till Frédéric Régamey och Félix Régamey.
Régamey studerade för Lecoq de Boisbaudran och målade med förkärlek militärtavlor, som han gav en viss heroisk hållning och utförde i ett brett och färgstarkt behandlingssätt: Kyrassiärer i ett värdshus (Luxembourgmuseet), Gardesgrenadjärernas trumslagare (från fälttåget i Italien, 1865, museet i Pau). Bland de samtida militärmålarna stod Régamey utan all fråga främst i rent målerisk begåvning. Régamey lämnade en mängd teckningar till illustrerade tidningar, i synnerhet England. En hästtavla, Percheronhästarna spänns för, ägs av Victoria and Albert Museum. Régamey är även representerad på Musée d'Orsay i Paris.